# Ruginoasa
Ruginoasa és una comuna al comtat de Iași, a l'oest de Moldàvia (Romania). Està compost per quatre pobles: Dumbrăvița, Rediu, Ruginoasa i Vascani.

## Etimologia
Segons la tradició, el nom del lloc de residència tindria almenys dues fonts possibles. Una seria que prové d'un pastor anomenat Rugina que es va establir en aquestes zones amb les ovelles, però a l'obra "Ruginoasa", Boris Crăciun esmenta que "encara avui es pot veure en diferents llocs de la comuna, sobretot després de la pluja, una capa fina de color marró vermellós que cobreix el terra, sobretot en llocs pedregosos”, el nom prové d'aquest fenomen. El nom d'un estany existent a la localitat - "Rust" també apareix en els documents de Moldàvia durant el regnat d'Esteve el Gran, esmentant també una família de grans boiars.

## Ubicació
La comuna es troba a la part nord-oest del comtat. La travessa la carretera nacional DN28A, que connecta Târgu Frumos amb Pașcani i DN2. El ferrocarril Pașcani-Iași passa per la comuna, sobre la qual és servit per l'estació de Ruginoasa.

## Demografia
Componența etnică a comunei Ruginoasa
Segons el cens realitzat el 2011, la població de la comuna Ruginoasa ascendeix a 5.981 habitants, respecte al cens anterior del 2002, quan 6.199 d'habitants. La majoria dels habitants són romanesos (96,27%). Per al 3,68% de la població, es desconeix l'ètnia. Des del punt de vista confessional, la majoria dels habitants són ortodoxos (95,15%). Per al 3,68% de la població, no es coneix l'afiliació confessional.

## Història
A finals del segle xix, la comuna formava part de la xarxa Siretul de Sus del comtat de Suceava i estava formada pels pobles de Bugioaia, Rădiu, Dumbrăvița, Giurgești, Costești i Cornești, amb un total de 3925 habitants. Hi havia dues escoles mixtes i quatre esglésies a la comuna. En aquella època, a l'actual territori de la comuna, la comuna Văscani també funcionava a la mateixa xarxa, formada pels pobles Văscani, Hărmănești, Todirești-Bălușești, Stroești i Laiu, la comuna es deslligava de la comuna de Ruginoasa el 1876 i tenia 2720 habitants. També hi havia tres escoles rurals mixtes, cinc esglésies ortodoxes i una lipovana. L'Anuari Socec de 1925 registra les comunes de la xarxa Lespezi del mateix comtat, la comuna Ruginoasa té 2510 habitants als pobles de Dumbrăvița, Rădiu i Ruginoasa; la comuna de Vascani que té 3258 habitants als pobles de Boldești, Hărmăneștii Noi, Hărmăneștii Vechi i Vascani. El 1931, la zona es va reorganitzar dins del comtat de Baia, comuna de Ruginoasa que comprenia els pobles Costești, Dumbrăvița, Gringești, Petrișu de Jos, Petrișu de Sus, Rădiu i Ruginoasa; i la comuna Vascani va ser abolida, de manera que el poble de Vascani va passar a la comuna Hărmănești.
El 1950, la comuna de Ruginoasa va ser assignada al districte de Pașcani des de la regió de Iași. El 1968 es va traslladar al comtat de Iași, prenent el poble de Vascani a la comuna de Hărmănești.

## Monuments històrics

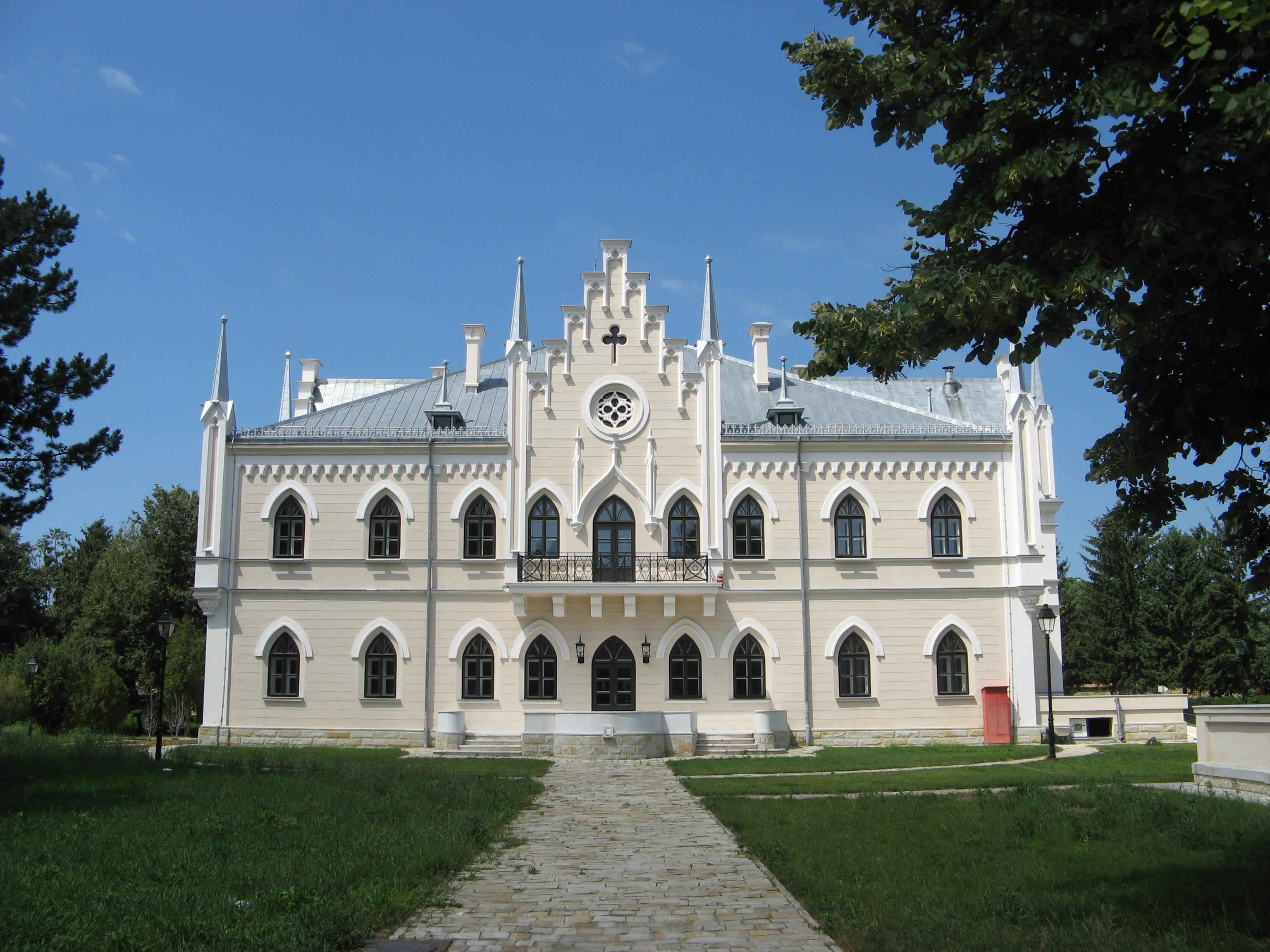
Palau d'Alexandru Ioan Cuza de Ruginoasa

Quatre objectius de la comuna de Ruginoasa s'inclouen a la llista de monuments històrics del comtat de Iași com a monuments d'interès local. Dos d'ells són jaciments arqueològics —  ruïnes de la fonda Ruginoasa del segle XVIII; i lloc "a l'altiplà" a l'extrem sud-oest del poble vascà, lloc que comprèn traces d'assentament durant Latène (cultura dàcia), segles II – III dC, segle IV lea (els dos últims corresponents al dacoromà era), i d'altres medievals —  segles XIV i NDA, segles XV, XVI – segles XVII i XVIII.
Classificat com a monument arquitectònic, el conjunt del palau d'Alexandru Ioan Cuza al poble de Ruginoasa inclou el mateix palau (1862), l'església “Assumpció” amb el parc, el mur del recinte i les torres (1813) i la tomba preparada per al governant (finals del segle XIX).
El quart objectiu, classificat com a monument commemoratiu o funerari, és el monument dels herois de la Primera Guerra Mundial erigit a principis del segle xx al cementiri de Ruginoasa.

## Tradicions
Els pobles de Rediu, Ruginoasa i Dumbrăvița són coneguts per la tradició de lluitar entre els joves del turó del poble i els de la vall. La tradició té lloc cada dia el 31 de desembre, des de fa almenys 40 anys, amb el propòsit d'allunyar el mal.